# (7678) Onoda
(7678) Onoda ist ein Asteroid des äußeren Hauptgürtels, der am 15. Februar 1996 vom Japanischen Astronomen Akimasa Nakamura am Kuma-Kōgen-Observatorium (IAU-Code 360) in der Präfektur Ehime in Japan entdeckt wurde.
Der Asteroid wurde nach der kreisfreien Stadt San’yō-Onoda an der Seto-Inlandsee im Südwesten der Präfektur Yamaguchi benannt, die am 22. März 2005 aus dem Zusammenschluss der Stadt Onoda und der Gemeinde San’yō entstand.
Der Himmelskörper gehört zur Veritas-Familie, einer Gruppe von Asteroiden, die nach (490) Veritas benannt ist und vermutlich vor 8,3 (± 0,5) Millionen Jahren durch das Auseinanderbrechen eines 150 km durchmessenden Asteroiden entstanden ist.